# 알리체 로르바케르
알리체 로르바케르(이탈리아어: Alice Rohrwacher, 1982년 12월 29일 ~ )는 이탈리아의 영화 감독, 영화 각본가, 영화 편집자이다.

## 작품 목록

### 감독
- 천상의 육체 (2011)
- 더 원더스 (2014)
- 행복한 라짜로 (2018)
- 키메라 (2023)